# Did You Hear What Happened to Charlotte King?
"Did You Hear What Happened to Charlotte King?" é o sétimo episódio da quarta temporada da série de televisão médica Private Practice e o 61.º de toda a série. Escrito por Shonda Rhimes e dirigido por Allison Liddi-Brown, o episódio foi originalmente transmitido pela ABC nos Estados Unidos em 4 de novembro de 2010. Private Practice centra-se em um grupo de jovens médicos que trabalham em um consultório particular, e este episódio lida com o rescaldo imediato do estupro de Charlotte King.
O episódio, escrito em colaboração com a Rede Nacional de Assistência a Vítimas de Estupro, Abuso e Incesto (Rape, Abuse & Incest National Network em inglês, RAINN), girava em torno do personagem de KaDee Strickland, Charlotte, e tinha a intenção de retratar com precisão a recuperação da vítima de estupro. O convidado Nicholas Brendon interpretou Lee McHenry, e Blue Deckert apareceu como o detetive Joe Price. "Did You Hear What Happened to Charlotte King?" rendeu a Rhimes, Strickland e a série vários prêmios e indicações e foi bem recebido pela crítica, com a personagem e performance de Strickland sendo elogiada. A transmissão inicial foi vista por 10,18 milhões de pessoas, recebeu uma classificação/quota de 3,9/11 da Nielsen no grupo demográfico de 18 a 49 anos e teve o quinto maior número de espectadores naquela noite.

## Enredo
O episódio começa com a chefe de gabinete do Hospital St. Ambrose, Charlotte King (KaDee Strickland) escondida em um armário de suprimentos depois de ser estuprada em seu escritório. O especialista em medicina alternativa Dr. Pete Wilder (Tim Daly) a encontra e examina, diagnosticando um pulso quebrado, cavidade ocular e nariz e uma laceração profunda no braço, e a admite no hospital. King mente para Wilder, dizendo que ela foi ferida em um assalto. Wilder chama a polícia; King tenta entrar em contato com seu namorado, Dr. Cooper Freedman (Paul Adelstein), mas não pode alcançá-lo porque ele está fora bebendo com a Dra. Amelia Shepherd (Caterina Scorsone) e o Dr. Sam Bennett (Taye Diggs). Na delegacia de polícia, o psiquiatra Sheldon Wallace (Brian Benben) interroga Lee McHenry (Nicholas Brendon), que foi encontrado com sangue em suas roupas. Depois que as enfermeiras fotografam os ferimentos de King, a Dra. Addison Montgomery (Kate Walsh) percebe que King foi estuprada e lhe oferece um kit de estupro. Durante seu exame pélvico, King recusa o kit de estupro e diz a Montgomery para não contar a ninguém sobre o estupro. Freedman chega com Shepherd e Bennett e fica surpreso com a extensão dos ferimentos de King. Durante a tomografia computadorizada, King e Shepherd se ligam ao vício em drogas compartilhada quando King recusa medicação para dor. Shepherd admite beber álcool novamente, e King se oferece para levá-la às reuniões dos Alcoólicos Anônimos. Shepherd sutura as feridas de King, o que causa à King uma grande dor; Freedman se sente impotente, incapaz de protegê-la.
Entrevistado por Wallace, McHenry admite estar com raiva depois de descobrir a infidelidade de sua namorada, mas nega que o sangue em sua roupa seja dela. Montgomery tenta convencer King a denunciar seu estupro; King se recusa, dizendo a Montgomery que ela não entende como é ser estuprada. Wilder usa medicina alternativa para ajudar King a lidar com a dor dela. A psiquiatra Violet Turner (Amy Brenneman) se recusa a falar com King sobre o estupro por causa de semelhanças com a abdução fetal que ela sofreu um ano antes, e se pergunta se todos na clínica estão sendo amaldiçoados. Bennett quer ir para casa e descansar, o que irrita Montgomery. King tenta compor um memorando dizendo que ela foi atacada nos terrenos do hospital, mas Freedman sugere que outro membro da equipe faça isso por ela; Ela grita com Freedman quando ele a chama de vítima. Após o argumento, Freedman vai ao escritório de King e chora quando vê as consequências de seu ataque. McHenry admite ter violentado uma mulher, atacando Wallace antes de ser levado pela polícia. Na baia da ambulância, Bennett expressa sua confusão sobre as mudanças de humor de Montgomery e suspeita que ela esteja escondendo alguma coisa dele; Montgomery pede a ele que prometa nunca deixá-la sozinha. Depois que Freedman a ajuda a se vestir, King diz que ela o ama e quer ir para casa. McHenry é detido pela polícia por agredir um policial durante sua prisão e Wallace durante seu interrogatório, mas o detetive Joe Price diz que McHenry não pode ser acusado de estupro até que as acusações sejam feitas contra ele. O episódio termina com King saindo do hospital com a ajuda de Freedman; flashbacks do estupro revelam que McHenry era o estuprador.

## Produção

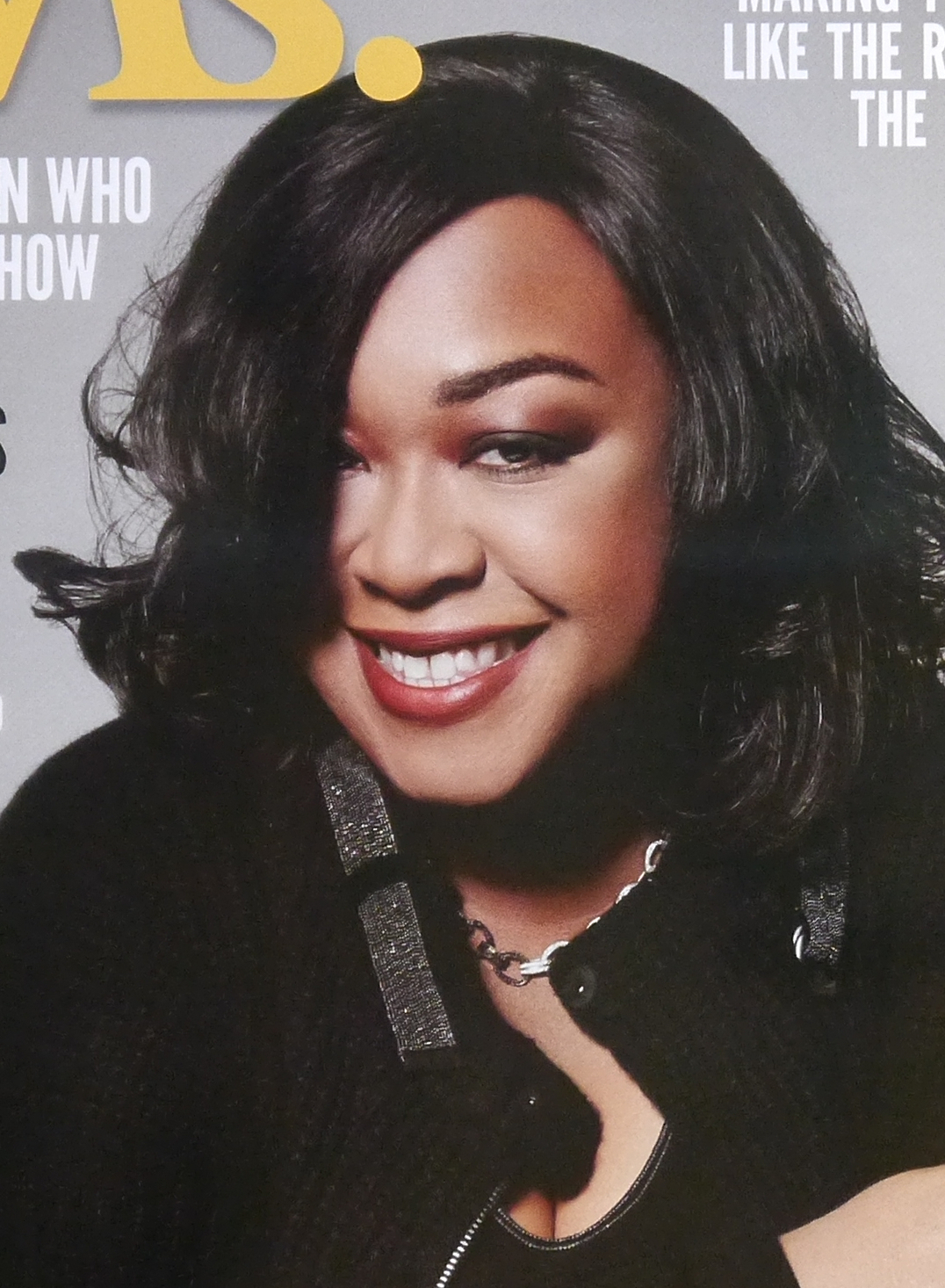
A escritora Shonda Rhimes descreveu o episódio como um dos seus favoritos da série, citando-o como melhorar sua abordagem para escrever.

O episódio de 43 minutos foi escrito por Shonda Rhimes e dirigido por Allison Liddi-Brown. Christal A. Khatib editou a música e Gregory Van Horn foi o designer de produção. Prelúdio e Fuga de Johann Sebastian Bach foi tocada durante a sequência de abertura. Rhimes escreveu o episódio em colaboração com a Rape, Abuse & Incest National Network (RAINN) para garantir que a recuperação de King fosse apresentada com a maior precisão possível. Mais tarde, ela chamou de uma das suas favoritas da série e disse: "Eu sinto que mudei como escritora escrevendo esse episódio."
Abordado por Rhimes sobre o conceito, Strickland concordou com o enredo sobre as condições que não se limitariam a um único episódio e afetariam significativamente a personagem. Ela gostou do roteiro, e o descreveu que era como "humanizar as vítimas e realmente criar uma experiência legítima para o público de uma forma que você não pode ver na rede de televisão". Além de se comunicar com representantes da RAINN, a atriz visitou o Centro de Tratamento de Estupro no Centro Médico da UCLA em Santa Monica e viu uma jovem sendo admitida, o que moldou sua performance. Strickland também pesquisou reações à agressão sexual de sobreviventes, amigos e familiares. A decisão de retratar a resistência de King ao relato de seu estupro foi alcançada após consulta ao Centro de Tratamento de Estupro. Strickland defendeu a escolha, chamando-a de um aspecto essencial do desenvolvimento do caráter de King. A maior parte do episódio se concentrou na resposta psicológica de King ao estupro. De acordo com Strickland,

A natureza desse tipo de ataque é tão chocante para o sistema de uma pessoa muitas vezes que, como eles respondem naqueles primeiros momentos depois, pode acontecer de seis maneiras até o domingo. Para Charlotte, por causa do tipo de pessoa que ela é, muito no controle, muito direta, eu acho que realmente vira o mundo dela de cabeça para baixo, e eu acho que ela realmente não sabe como compreender o que aconteceu com ela ou como processar isso.Original {{{{{língua}}}}}: Zap2It— KaDee Strickland
A atriz descreveu as filmagens do estupro como mais fáceis do que as cenas que descrevem suas consequências, que ela chamou de "psicologicamente ... [e] ... fisicamente difícil". Strickland e Brendon concordaram com uma palavra de segurança quando eles filmaram o estupro, devido à sua brutalidade. A cena afetou Strickland na medida em que ela achou difícil agir no set em que o estupro foi filmado. A atriz chamou o processo de filmagem de "intenso" e "sincero", mas "de maneira alguma é algo comparável a qualquer coisa com a qual mulheres e homens tenham tido experiência". Brendon foi escalado contra o tipo como McHenry, o estuprador de King, desde que ele é conhecido principalmente por interpretar o comediante Xander Harris em Buffy the Vampire Slayer. Strickland disse que o personagem de Brendon não deve ser interpretado como louco, porque os perpetradores de estupro são "pessoas que estão ao nosso redor o tempo todo"; ela chamou a aceitação de Brendon do papel "corajoso".
De acordo com Strickland, todos os personagens do programa foram afetados pelo estupro de King. O episódio explorou a identidade e a resposta de Freedman como o parceiro de uma vítima de estupro, com Adelstein identificando seu personagem como "um homem consciente do século XXI" em suas interações com King. De acordo com Strickland, a decisão de Montgomery de usar o kit de estupro em King sem seu conhecimento seria um enredo importante no futuro e Turner se tornaria persistente em conseguir ajuda para King depois de descobrir sobre o estupro, já que os personagens tiveram experiências traumáticas semelhantes. Uma reportagem de bastidores sobre o episódio e outros envolvendo o estupro de King, "An Inside Look: The Violation of Charlotte King", foi incluída nos lançamentos de DVD e Blu-ray da quarta temporada.

## Recepção

### Transmissão
"Did You Hear What Happened to Charlotte King?" foi originalmente transmitido em 4 de novembro de 2010 nos Estados Unidos na rede ABC. O episódio foi visto por um total de 10,18 milhões de pessoas, e teve um aumento de 44% de audiência em relação ao episódio anterior "All in the Family", que obteve uma classificação média de 7,68. Embora tenha sido o quinto programa com maior audiência naquela noite (atrás de The Big Bang Theory, da CBS, $h*! My Dad Says, CSI e The Mentalist), sua classificação Nielsen, 3.9/11, ficou no topo do horário das classificação e percentagens de participação do grupo demográfico de 18 a 49 anos. O episódio foi ao ar com uma mensagem encorajando a discrição do espectador, devido à sua violência. O episódio seguinte "What Happens Next" teve uma queda nas classificações e foi visto por um total de 8,21 milhões de pessoas.

### Resposta da crítica

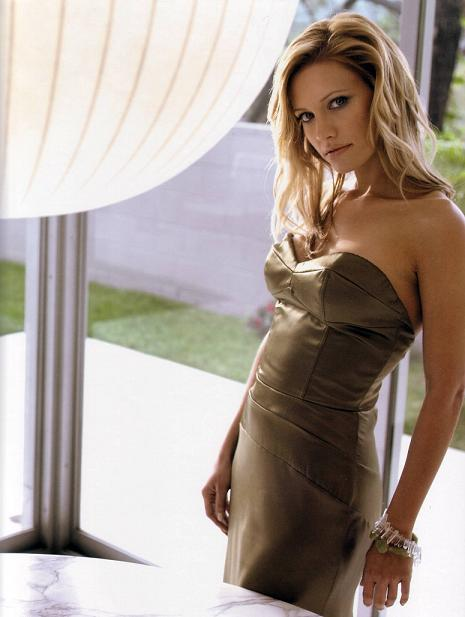
O desempenho de KaDee Strickland foi bem recebida pelos críticos.

A resposta crítica foi em grande parte positiva, com um roteirista da TV Guide ranqueando como um dos 25 principais episódios de televisão de 2010. Alec Stern, do The Michigan Daily, citou o episódio como um exemplo da qualidade melhorada do programa, e Brian Ford Sullivan, do The Futon Critic, também o incluiu em sua lista de 50 melhores episódios de 2010. O desempenho de Strickland recebeu uma resposta extremamente positiva depois que o episódio foi ao ar pela primeira vez. O crítico da TV Guide achava que o desempenho de Strickland era digno de um Emmy, e que a primeira vez que Freedman viu os ferimentos de King foi "como se nem estivéssemos mais vendo TV". Uma publicação da TVLine] listou Strickland como uma das 21 maiores negligências do Emmy Awards. Kristin dos Santos do E! News também elogiou a interpretação de King por Strickland, escrevendo que ela merecia uma indicação ao Emmy, e Winston Mize da SpoilerTV escreveu que Strickland foi "roubada. de. todos. os. prêmios." Steve Marsi, da TV Fanatic, gostou do episódio, dizendo que o ritmo e o desempenho de Strickland imergiam o público, apesar do assunto difícil.
A abordagem do estupro no episódio foi amplamente elogiada pelos críticos de televisão. Winston Mize, da SpoilerTV, achava que era um dos melhores programas de Rhimes, e que evitava uma pregação ou uma tomada excessivamente dramática de estupro. JeromeWetzelTV do Blogcritics achou o episódio "perturbador, intenso, trágico e comovente", com o estupro sendo tratado com delicadeza e responsabilidade. Jennifer Arrow do E! News descreveu a cena do estupro como "a representação mais realista do estupro na história da mídia" e observou Brendon como um personagem maligno em contraste com seu desempenho mais leve como Harris em Buffy the Vampire Slayer.
A representação do estupro de King e suas consequencias foi comparada a histórias semelhantes em outros programas. Arrow chamou isso de parte da "tendência de estupro da TV", ligando o estupro de King com  os de Sons of Anarchy, drama policial de Gemma Teller Morrow da FX, e Naomi Clark, do drama adolescente da The CW 90210. De acordo com ele, todas as três personagens eram "mulheres fortes e sensatas que geralmente dominam seus ambientes" e não relataram seu estupro. Ela perguntou se a decisão de cada show para a vítima não denunciar o estupro fazia parte de uma crença cultural maior de que "confia nas mulheres que mantêm seu silêncio". Steve Marsi, da TV Fanatic, chamou o episódio de uma reminiscência de Law & Order: Special Victims Unit em sua apresentação de eventos em tempo real e ênfase nas reações dos personagens. Alec Stern, do The Michigan Daily, classificou a agressão sexual como "uma muleta para a qual Shonda Rhimes se dedicou em todos os três de sua série", escrevendo que o desenvolvimento da personagem de King era superior ao enredo do estupro de Mellie Grant no drama da ABC Scandal.

### Prêmios e impacto
O episódio foi citado no prêmio Television Academy Honors de 2011 por exemplificar a categoria "Television with a Conscience". A Academia de Artes e Ciências Televisivas elogiou o episódio por "dominar o crime de agressão sexual". Private Practice recebeu o prêmio em 2010 por sua abordagem ao suicídio medicamente assistido no episódio da segunda temporada, "Nothing to Fear", e como série dramática no Woman Image Network Award no seu 13.º ano. "Did You Hear What Happened to Charlotte King?" foi finalista do Sentinel for Health Award na categoria Drama do Horário Nobre por sua representação de estupro, perdendo para o episódio "Qualities and Difficulties" de Parenthood (que focou na síndrome de Asperger). O programa foi nomeado para o PRISM Award para Série Dramática Enredo de Múltiplos Episódios (Saúde Mental) para "Did You Hear What Happened to Charlotte King?" e os seguintes episódios, "What Happens Next" e "Can't Find My Way Back Home", perdendo para as duas primeiras temporadas de Parenthood.
Rhimes e Strickland receberam um Prêmio RAINN Hope em reconhecimento aos "seus esforços em educar o público sobre a prevenção da agressão sexual". Strickland disse que considerou submeter o episódio, ou os episódios posteriores "Can't Find My Way Home" ou "Blind Love", para consideração no 63º Primetime Emmy Awards, mas ela não recebeu uma indicação. A atriz recebeu o prêmio Performance Feminina em Série Dramática de Enredos Múltiplos no PRISM Awards de 2011. Rhimes recebeu o NAACP Image Award por Melhor Roteiro em Série Dramática no Prêmio NAACP de 2011 por seu trabalho no episódio.
Após a sua transmissão, a RAINN teve um "aumento de 500% nas solicitações de serviços" (que temporariamente caiu em seu site). Strickland participou de um anúncio de serviço público para aumentar a conscientização sobre estupro e abuso sexual, e disse que ela recebeu muitos e-mails de sobreviventes de agressão sexual. Depois de seu trabalho no episódio, a RAINN chamou a atriz de "defensora vocal por usar provas de DNA na resolução de casos de estupro".